# Samuel Schlettstadt
Samuel ben Aaron Schlettstadt, né à Sélestat a été dans la seconde moitié du XIVe siècle rabbin de Strasbourg et responsable d'une importante yechiva. 

## Biographie

### Condamnation à mort d'un délateur
Samuel Schlettstadt est un rabbin apprécié par sa communauté et ses élèves, qui dut prendre une décision importante qui faillit lui coûter la vie.   
La communauté juive de Strasbourg, aux alentours de 1370, a parmi ses membres deux Moserim (délateurs) qui les exposent constamment à des incursions déprédatrices des seigneurs d'Andlau. Comme les Juifs ne peuvent pas trainer les deux Moserim devant la justice chrétienne, sans impliquer les puissants seigneurs d'Andlau, ils demandent l'assistance de leur rabbin. Ce dernier constitue une cour de justice, qui condamne les deux traitres à mort. La sentence est immédiatement exécutée pour un des condamnés nommé Salamin. Le second réussit à s'échapper et s'étant converti au christianisme, se réfugie chez ses amis et protecteurs qu'il informe de ce qui s'est passé. 
Les seigneurs d'Andlau , suivis par une horde armée, se dirigent vers Strasbourg, réclamant vengeance sur les Juifs pour la mort de leur allié. Les Juifs questionnés sur l'affaire disent aux magistrats que l'homme a été exécuté sur ordre de Schlettstadt. Les chevaliers se dirigent alors vers l'habitation de ce dernier, mais celui-ci, certainement grâce à la connivence d'un des seigneurs, réussit à trouver refuge avec ses élèves au château du Hohlandsbourg près de Colmar. De cette forteresse, il implore les responsables de sa communauté de plaider en sa faveur afin qu'il puisse retourner chez lui. Mais, soit que sa requête n'est pas été entendue, soit que leur action ai été vouée à l'échec, Schlettstadt va rester six ans en relégation.  

### Le retour de Schlettstadt à Strasbourg
Lassé d'attendre, Schlettstadt quitte son refuge en 1376 et se rend à Babylone, où il dépose une plainte auprès du Nassi (prince) contre les responsables de la communauté juive de Strasbourg. Soutenu par le rabbinat de Jérusalem, le Nassi rédige un Herem (mise au ban) contre la communauté juive de Strasbourg, invoquant contre ses membres toutes les malédictions si ceux-ci persistent dans leur refus d'intervenir en faveur de Schlettstadt.
Fort de ce Herem, Schlettstadt retourne en Allemagne. Il séjourne à Ratisbonne (Regensburg), où les rabbins terrifiés par le Herem rédigé par le chef des Juifs de l'Est, écrivent immédiatement aux responsables de la communauté de Strasbourg, les priant de faire tout leur possible pour obtenir l'autorisation de retour de Schlettstadt, et les menaçant autrement de bannissement.      
Ainsi, la permission tant désirée fut accordée. Le jour de son retour, tous les Juifs de Strasbourg viennent à sa rencontre, et parmi eux, son fils Abraham. Malheureusement, ce dernier en traversant le Rhin sur une barque, se noie. On ignore combien de temps Schlettstadt vivra après cet évènement, mais vers 1380, tous les Juifs de Strasbourg furent massacrés. Il est possible que Schlettstadt ai péri avec les membres de sa communauté.

## Son œuvre
Schlettstadt est surtout connu pour son résumé appelé Ḳiẓẓur Mordekai (Mordekaï abrégé) ou Mordekai ha-Ḳaṭan (le petit Mordekaï) du Sefer haMordekai de Mordekhaï ben Hillel, écrit lorsqu'il était retenu dans la forteresse de Hohlandsbourg. Bien que Schlettstadt ai dans son ensemble suivi le texte de Mordekhaï ben Hillel, il s'en écarte en certaines circonstances et rajoute aussi certaines lois que l'on ne trouve pas dans le Sefer haMordekai. Son œuvre est considérée comme une œuvre à part entière et est citée entre autres par Israel Bruna (1400-1480), par Israel Isserlein (1390-1460) qui s'y réfère comme le Mordekaï de Samuel Schlettstadt, par Jacob Weil et par Jacob Moelin (1365-1427).   
Schlettstadt a, en outre, enrichi l'œuvre de Mordekhaï ben Hillel de nombreuses annotations dénommées Haggahot Mordekai. L'auteur de ces Haggahot est resté pendant longtemps inconnu. Leopold Zunz est le premier à les attribuer à Schlettstadt. La paternité de l'œuvre est confirmée par des références internes mises par Schlettstadt lui-même comme: Dans le Mordekaï Katan que j'ai rédigé ou Moi, Samuel, le petit. En d'autres endroits, l'auteur mentionne son  Ḳiẓẓur Mordekai simplement comme mon œuvre. Finalement Jacob Weil fait référence aux responsa de Schlettstadt.